# والکوسل
والکوسل (به بلغاری: Valkosel) یک منطقهٔ مسکونی در بلغارستان است که در شهرستان ساتووچا واقع شده‌است.
 والکوسل ۲۹٫۵۰۶ کیلومتر مربع مساحت و ۲٬۴۷۶ نفر جمعیت دارد و ۷۸۳ متر بالاتر از سطح دریا واقع شده‌است.